# Hoffmannia tubiflora
Hoffmannia tubiflora là một loài thực vật có hoa trong họ Thiến thảo. Loài này được Griseb. mô tả khoa học đầu tiên năm 1861.